# Anthologion
Een Anthologion (Nieuwgrieks: άνθολόγιον) (bloemlezing) is een liturgisch boek dat gebruikt wordt door de geestelijken van de Byzantijnse ritus binnen de Katholieke Kerk. Het anthologion bevat volledige officies van de hoogfeesten en de gemeenschappelijke officies van de heiligen. Het werd in de zestiende eeuw samengesteld en is vergelijkbaar met het – binnen de Rooms-Katholieke Kerk gebruikte – missaal. 